# Ein bezaubernder Schwindler
Ein bezaubernder Schwindler ist eine österreichische Filmkomödie von Hans Wolff. Er entstand im Herbst 1949 im Filmatelier von Wien-Sievering sowie in Salzburg und Umgebung und am Attersee. Friedrich Erban übernahm die Produktionsleitung. Fritz Jüptner-Jonstorff entwarf die Filmbauten. Max Vernooij sorgte für den Ton. Der Film wurde am 16. Dezember 1949 in Wien uraufgeführt, die deutsche Premiere erfolgte am 27. Februar 1951 in Düsseldorf.

## Handlung
Martin Palmer, ein Komponist von Schlagern, hat sich in die Verkäuferin Christl Halder verliebt. Obwohl sie ihm eigentlich gefällt, beißt er bei der jungen Frau auf Granit. Bald findet heraus, dass sie die jüngste von vier Freundinnen ist, die aus der Enttäuschung über Männer heraus einen so genannten „Anti-Männerbund“ gegründet haben. Sollte sich trotz der Absicht, sich fortan dem männlichen Geschlecht fernzuhalten, dennoch einer der vier Damen in einen Kerl verlieben, so gilt folgendes Prinzip: Der Betreffende muss allen Freundinnen gefallen, um akzeptiert zu werden.
Da Martin nicht auf den Kopf gefallen ist und mehrere Frauen auch unterschiedliche Männertypen bevorzugen, beginnt er nunmehr vor den drei Frauen, der Lehrerin Helga, der Maniküre Marion und der Studentin Gretl, drei grundverschiedene Männer darzustellen: einen Tricktrommler, einen Sportler und einen Studenten der Philosophie. Tatsächlich gefällt jedem der anderen drei Frauen ihr spezieller Martin Palmer, und da er Christl nicht mehr von sich überzeugen muss, bekommt er auch das Okay von allen „Anti-Männerbündlerinnen“ für die Beziehung mit seiner Liebsten.

## Kritik
„Einfallsarmes, formal und inhaltlich antiquiertes Lustspiel.“